# David Carlson

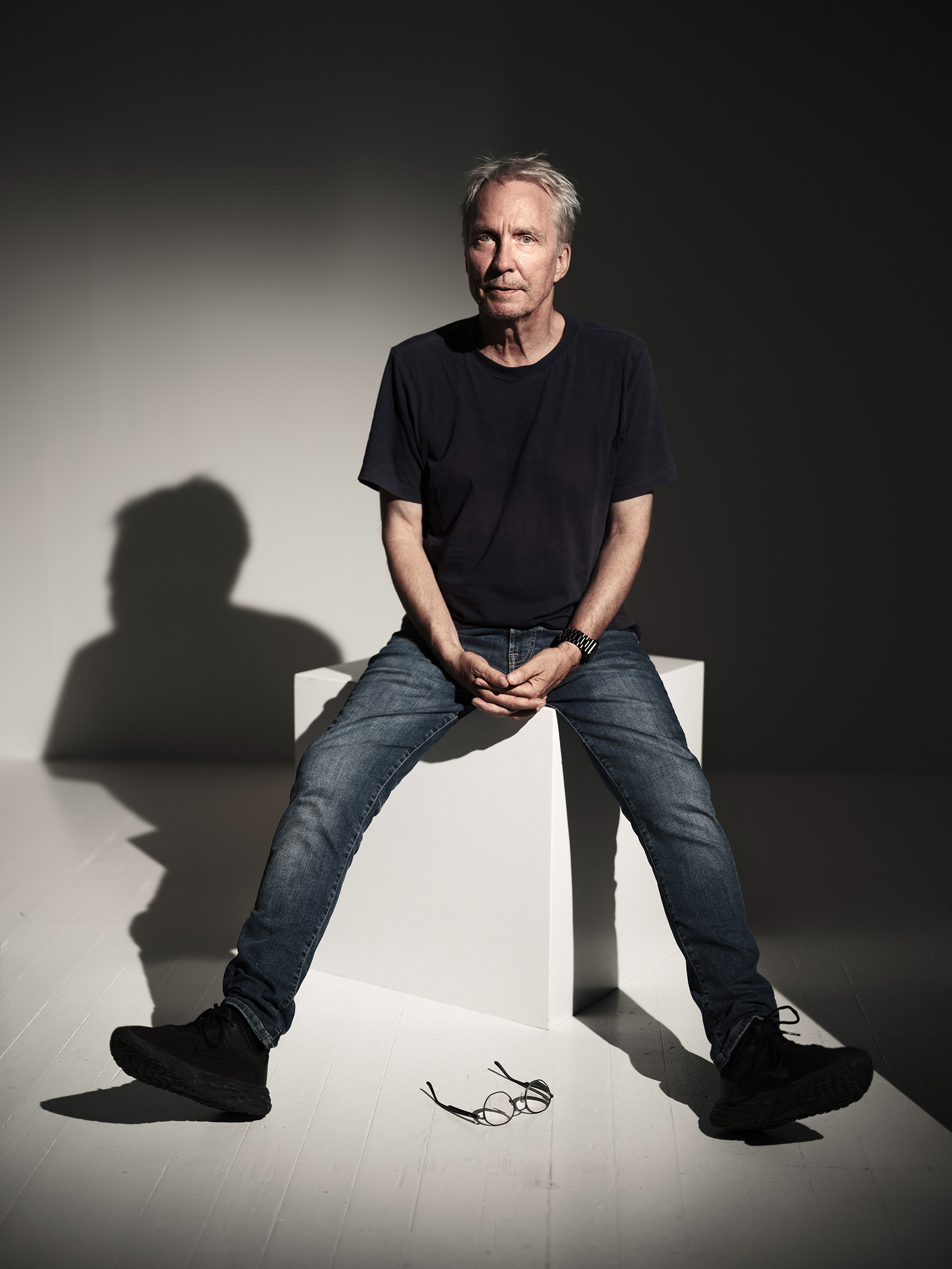
David Carlson 2024.

David Harry Carlson, född 7 maj 1959 i Biskopsgårdens församling, Göteborg, är en svensk fotograf och gitarrist.

## Biografi
Carlson har spelat i Raj Montana Band, varit verksam som studiomusiker och gjort reklammusik. Han har även spelat med Lena Philipsson, The Crickets, Mikael Rickfors, Monica Törnell, Totta Näslund, Elisabeth Andreasson, Pugh Rogefeldt, Ted Gärdestad, Niklas Strömstedt, Cornelis Vreeswijk, Anita Skorgan, Susanne Alfvengren och Mats Ronander.
Sedan många år driver han företaget David Carlson Photography.

## Diskografi i urval

### Soloskivor
- White Feather ( 2004) Produced by Stefan Gunnarsson
- Vuoitasrita, a musical tribute to Laponia ( 2007)
- Ringar på vattnet ( 2009)

## Utställningar
- 2023 – Utställning tillsammans med Py Bäckman på Halmloftet, Hylkegården 26 juni - 2 juli 2023.[4]